# چشمه فکجور دمکش
چشمه فکجور دمکش یک اثر طبیعی ملی ایران است که در استان گیلان در ایران قرار دارد. این اثر طبیعی ملی طبق مصوبهٔ شمارهٔ ۵۶۱ در تاریخ ۱۳۸۸/۱۱/۱۱ در فهرست مناطق تحت حفاظت سازمان محیط زیست ایران قرار گرفت.